# Congrès universel d'espéranto de 1947
Pour un article plus général, voir Congrès universel d'espéranto.
Le congrès universel d’espéranto de 1947 est le 32e congrès universel d’espéranto, organisé en août 1947, à Berne en Suisse. 